# Yalek
Yalek is een Belgische stripreeks van scenarist André-Paul Duchâteau  en tekenaar Christian Denayer. Het eerste nummer verscheen in 1974 bij uitgeverij Rossel. In 1980 verscheen het eerste boek van tekenaar Jacques Géron als Wham! album (nr. 21).
De inkleuring gebeurde door Liliane Labruyère en Didier Desmit.
Yalek is geboren in een indianenreservaat, heeft in Europa gestudeerd en werkt als reporter-cameraman bij "T.V. World". Bij aanvaarding van zijn eerste opdracht ontmoet hij zijn metgezel Pocket. Samen jagen ze 'sneller als het licht' achter nieuwtjes in een futuristische wereld.